# Élodie Bertrand
Pour les articles homonymes, voir Bertrand.
Élodie Bertrand, née le 9 janvier 1981 à Bordeaux, est une skippeuse française.
Elle est médaillée de bronze en Elliott 6m aux Championnats du monde de 2011 avec Claire Leroy et Marie Riou. Le même trio termine sixième des Jeux olympiques d'été de 2012.